# Oh No! More Lemmings
 (janvier 2015).
Si vous disposez d'ouvrages ou d'articles de référence ou si vous connaissez des sites web de qualité traitant du thème abordé ici, merci de compléter l'article en donnant les références utiles à sa vérifiabilité et en les liant à la section « Notes et références ».
Oh No! More Lemmings est un jeu vidéo de réflexion développé par DMA Design et édité par Psygnosis en 1991 sur Amiga.  Il a été commercialisé à la fois en extension de Lemmings et en stand-alone. Il ne s'agit pas d'une suite officielle, ce titre revenant à Lemmings 2: The Tribes.

## Portages
La version Amiga a été portée sur Atari ST, DOS, Macintosh, SAM Coupé et Archimedes. Les niveaux sont aussi disponibles sur les versions pour Windows, Game Boy Color et PlayStation du jeu Lemmings. La version Mega Drive de Lemmings inclut certains niveaux de Oh No! More Lemmings bien que les graphismes soient adaptés au jeu d'origine et que les noms soient différents.